# 케트의 난

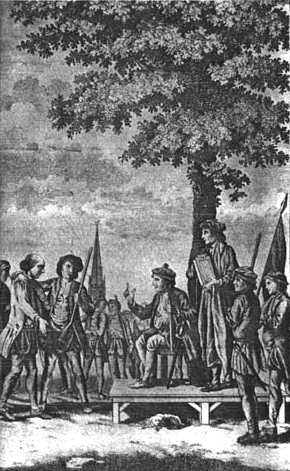

케트의 난(Kett's Rebellion)은 에드워드 6세 때 잉글랜드 노포크에서 인클로저 운동에 대항해 일어난 반란이다. 1549년 7월 8일 한 무리의 난민들이 부유한 지주들이 설치한 울타리를 파괴하면서 난이 시작되었다. 난민들의 표적 중 하나였던 요먼 로버트 "벤" 케트는 난민들의 요구를 들어주고 그들의 지도자가 되었다. 케트와 난민들은 노리치에서 지원군을 받아 16000 명까지 불어났다. 난민들은 7월 12일 노리치 시 동북쪽의 마우스홀드 황야에 진을 쳤다. 그리고 7월 21일 노리치 시에 들이닥쳤으며, 8월 1일에는 노샘프턴 후작이 지휘하는 진압군에게 승리했다. 8월 27일 워위크 백작이 이끄는 군대에 난민들이 격파당하면서 난은 끝났다. 케트는 붙잡혀 런던탑에 수감되었으며, 12월 7일에 노리치 성관 벽에 목이 매달렸다.